# Виноградова, Элеонора Алексеевна
Элеоно́ра Алексе́евна Виногра́дова (16 ноября 1931, Грозный, Северо-Кавказский край — 17 июля 2003, Киев) — советский и украинский хоровой дирижёр, педагог, профессор, заслуженный деятель искусств УССР (1978).

## Биография
Родилась 16 ноября 1931 года в городе Грозный. Отец, Алексей Николаевич, был военным, и семья часто переезжала с места на место (Сухуми, Тбилиси, Магаданская область). И везде, где бы ни жила семья, мать всегда находила хор и с дочерью посещала репетиции и концерты.
В десятилетнем возрасте маленькая Элеонора впервые услышала хоровые произведения Николая Леонтовича в г. Сусуман на Колыме. Руководителем хорового коллектива был украинец и хор пел много украинских песен. Из-за постоянных переездов родителей Э. А. Виноградова не смогла закончить музыкальную школу, потому и не решилась после окончания средней школы поступать в музыкальное заведение.

### Учёба
В 1949 году Элеонора Виноградова — студентка Московского Текстильного Института и участница хорового коллектива. На одной из репетиций её прекрасными вокальными данными заинтересовался руководитель хора А. И. Певзнер (в то время студент Московской Консерватории). По его совету Элеонора Виноградова поступила в музыкальное училище Музыкальное училище имени Гнесиных на дирижёрско-хоровое отделение. Училась у известных преподавателей — В. И. Краснощёкова (по дирижированию) и А. Б. Хазанова (хоровой класс), который работал в то время главным хормейстером Большого театра. Следующим этапом на пути постижения хорового искусства стал киевский период. Э. А. Виноградова поступает на заочное отделение Киевской консерватории в класс Элеоноры Скрипчинской и успешно выпускается в 1965 году.

## Творческая деятельность
После окончания Киевской консерватории Э. А. Виноградова работает её преподавателем, руководит хором музыкально-педагогического факультета. Именно в это время возглавить студенческий хор дирижёрско-хорового факультета пригласили П. И. Муравского, который произвёл на неё глубокое впечатление 
Звук хора, интонация, тембры — всё было новым, исполненным удивительной красоты и естественности. В Москве дирижёры больше внимания сосредотачивали на общем звучании хора, работали над формой и стилем хорового произведения. Над звуком и интонацией так никто не работал, как Павел Иванович. Только у Муравского я поняла, как рождается краса музыки от звука к  стилю.
 С 1966 года — художественный руководитель и главный дирижёр хоровой студии мальчиков «Звоночек» киевского дворца Пионеров и школьников им Н. Островского . «Звоночек» одним из первых хоровых коллективов Советского Союза начал исполнять духовные произведения. Немало мужества потребовало от Э. А. Виноградовой решение включить в репертуар Мессу G-dur Ф. Шуберта, «Stabat Mater» Дж. Перголези, финальную «Аллилуйя» из «Месии» Г. Ф. Генделя, которые всегда с восторгом встречала публика. Этот коллектив впервые на Украине озвучил запрещенные в то время хоровые партитуры Д. Бортнянского и М. Березовского. Такая репертуарная политика, подкреплёная высоким исполнительским мастерством, обусловила интерес к хору во всём Советском Союзе. Коллектив стал дипломантом Международного фестиваля хоров, а Элеонора Виноградова — лауреатом конкурса. За время работы в коллективі Э. А. Виноградова провела более 400 концертов і выступлений. Наиболее знаковые из выступлений «Звоночка»: концерт у г. Тарту (1974 р.), который транслировался по телевидению, участие в II Меэжународном фестивале детских хоров у г. Братислава (1975 р.), концерт в зале «Эстония» в г. Таллинн (1976 р.), участие в слёте хоров мальчиков в г. Рига (1980 р.), участие у фестивале детского музыкального творчества в Свердловске (1982 р.). Выступление «Звоночка» получали одобрительные отзывы прессы не только на Украине, но и за её пределами. В частности газета «Rīgas Balss» у г. Рига от 14 января 1980 г. писала 
...Мы услышали несколько украинских народных песен, которые мальчики исполнили душевно, вокально выразительно. Своеобразной трактовкой и точным произношением латышского текста была отмечена латвийская народная песня. Исполнение "Аллилуя" Генделя показало, на каком высоком уровне находится вокальная техника хора киевских мальчиков.
 В эти годы «Звоночек» также побывал с концертами в Москве, Ленинграде, Кирове, Горьком, Вильнюсе, Минске, Кишиневе, Тбилиси, Ереване, Одессе, Симферополе, Севастополе, Львове, Ивано-Франковске. За период руководства Э. А. Виноградовой хор поддерживал постоянные творческие связи с такими профессиональными музыкальными коллективами: Государственным симфоническим оркестром Украины, Киевским камерным оркестром, хоровой капеллой «Думка», академическим народным хором им. Г. Веревки, мужской капеллой Латвии. Незабываемым было сотрудничество с композитором Дмитрием Кабалевским, произведения которого исполнялись на сцене Киевской филармонии с симфоническим оркестром под управлением С.Турчака. У памятном альбоме хора есть запись Д. Кабалевского
Дорогие мальчики-"звоночки"! Дорогая Элеонора Алексеевна! От души благодарю вас за чудесное, звонкое и светлое искусство. Встречи и общие концерты с вами - большая для меня радость!
При её инициативе и содействии был создан хор мальчиков и юношей при Мужской хоровой капелле Украины им. Л. Н. Ревуцкого. В 1975 году Э. А. Виноградова с целью содействия развитию детского хорового пения на Украине учредила клуб дирижёров-хормейстеров и композиторов «ТОНИКА». Была его председателем до 1990 года. В 1978 г. Э. А. Виноградова была удостоєна звання «Заслуженный деятель искусств УССР». С 1983 по 1986 год работает художественным руководителем и главным дирижёром детского хорового коллектива «Любисток» при Киевской консерватории им. П. И. Чайковского. С 1986 по 1997 год возглавляет хор мальчиков и юношей КССМШ им. Н. В. Лысенко. Многочисленные гастрольные поездки хора на Украине, Европе(Россия, Латвия, Литва, Франция, Бельгия, Голландия, Люксембург, Германия, Норвегия, Испания, Польша) и фондовые аудиозаписи утвердили авторитет коллектива как высокохудожественного. В 1997 году Э. А. Виноградова организовала детский хор «Cantus» при Киевськой музыкальной школе № 5 им. Л. Н. Ревуцкого. В Испании пресса назвала хор «Cantus» лучшим детским хором в мире. В 2000 р. коллектив получает диплом Лауреата Гран-При на ІІІ Международном конкурсе детских хоровых коллективов «Артековские зори» (Международный детский центр Артек). В 2001 г. — Гран-При на VII Международном конкурсе «Весенние звоночки» (г. Ровно). В 2002 г. — Гран-При на Всеукраинском конкурсе «Весенние голоса» (г. Тысменица). В репертуар хора входили произведения разных жанров и стилей: обработки народных песен, духовная музыка, украинська и западноевропейская классика. Э. А. Виноградова була составителем и редактором 15-ти сборников хоровых произведений для детских хоровых коллективов. За годы преподавания (1965—2003) в Национальной музыкальной академии имени Петра Чайковского воспитала целую плеяду одарённых хоровых дирижёров. Она была идейным вдохновителем для многих своих коллег, пользовалась большим уважением и авторитетом у воспитанников и их родителей. К ней прислушивались, с ней советовались, её искренне любили.
Скоропостижно ушла из жизни 17 июля 2003 года. Похоронена в Киеве на Байковом кладбище.